# Earl M. Moss
Earl M. Moss (Lamark (Wisconsin), 11 februari 1900 – ? ) was een Amerikaans componist, arrangeur, dirigent en klarinettist.

## Levensloop
Moss was van 1932 tot 1950 chef-arrangeur voor "Radio City Hall" in New York. Hij was als klarinettist lid van de Charlie Davis (Jazz-)Band waarmee hij concertreizen door Rusland, Mexico, Spanje, Frankrijk, Nederland en Zuid-Afrika maakte. Later werd hij arrangeur bij de CBS. Verder was hij lid van de George Seuffert-Band en dirigent van een Circusband.
Als componist schreef hij werken voor harmonieorkest.

## Composities

### Werken voor harmonieorkest
- Circus World Museum Galop
- Little Wonder, mars
- Valse rubato